# Hedone
Hedone là nhân cách hóa và nữ thần của niềm vui, hưởng thụ, và thỏa thích. Hedone, còn được gọi là Voluptas trong thần thoại La Mã, là con gái của các vị thần Hy Lạp Eros (Cupid) và Psyche. Cô được liên kết đặc biệt hơn với niềm vui gợi cảm. Đối lập của cô là Algos, nhân cách của nỗi đau.
Hēdonē (ἡδονή) là một từ tiếng Hy Lạp có nghĩa là niềm vui, và là gốc của từ tiếng Anh "chủ nghĩa hedonism". Trong triết lý của Epicurus, hēdonē được mô tả như là một niềm vui mà có thể hoặc không thể xuất phát từ những hành động đạo đức, trong khi một hình thức của niềm vui, terpsis, luôn luôn là đạo đức. Theo Bách khoa toàn thư về Triết học của Stanford, Epicurus sử dụng hēdonē chỉ liên quan đến những thú vui vật lý.